# Alannah Myles
Alannah Myles, pseudonimo di Alannah Byles (Toronto, 25 dicembre 1958), è una cantautrice canadese.

## Biografia
Nata il giorno di Natale del 1958 a Toronto, è figlia di un produttore pubblicitario. Ha studiato recitazione e danza, prima di intraprendere la carriera musicale. All'età di 18 anni incontrò  Christopher Ward, un autore musicale, con il quale formò una band e iniziò ad esibirsi come cantante.
Nel 1988 ha firmato un contratto discografico con la Atlantic Records. Ha debuttato nel 1989 con l'album eponimo Alannah Myles. Il singolo Black Velvet ha avuto successo in Europa, Stati Uniti, Canada e Australia ed ha permesso all'artista di vincere un Grammy Award come miglior interpretazione vocale rock femminile. Oltre a questo, altri tre brani dell'album ("Love Is", "Lover Of Mine", "Still Got This Thing") hanno raggiunto la classifica Top40. Questo album, inoltre, ha venduto oltre sei milioni di copie nel mondo.
L'artista ha vinto anche tre Juno Awards.
Il suo secondo album, Rockinghorse (1992), a cui ha collaborato tra gli altri anche David Tyson, le ha permesso di ricevere ulteriori consensi (e una nomination ai Grammy awards), anche se in termini commerciali il successo del primo album non è stato ripetuto. L'album contiene, tra le altre hit, "Song Instead Of a Kiss".
Nel 1995 la cantante ha inciso il terzo album, avvalendosi del produttore Pat Moran. Lascerà poi la Atlantic firmando per la Ark 21 Records, etichetta facente riferimento a Miles Copeland III per la quale ha pubblicato A Rival. Nel 1999 è apparso un "greatest hits". Un'altra raccolta è uscita nel 2009.

## Discografia
Album in studio
- 1989 - Alannah Myles
- 1992 - Rockinghorse
- 1995 - A-lan-nah
- 1997 - A Rival
- 1999 - Alannah Myles: The Very Best of
- 2007 - Black Velvet